# تاپیو ماکلا
تاپیو ماکلا (انگلیسی: Tapio Mäkelä؛ ۱۲ اکتبر ۱۹۲۶ – ۱۲ مهٔ ۲۰۱۶) اسکی‌باز صحرانوردی اهل فنلاند بود.